# 水鼬冠狀病毒
水鼬冠狀病毒（学名：Mink coronavirus 1、MCoV）是甲型冠狀病毒屬的一種病毒，可感染水鼬。此病毒與雪貂冠狀病毒的關係接近。

## 感染
水鼬的流行性卡它性腸炎（epizootic catarrhal gastroenteritis、ECG）最早在1975年被報導，隨後在世界各地均有發生，此疾病傳染力高，但死亡率一般低於5%，與雪貂的流行性卡它性腸炎相似。1998年研究人員在電子顯微鏡下觀察染病水鼬的糞便，發現冠狀病毒顆粒，顯示此疾病為冠狀病毒感染造成，即水鼬冠狀病毒。

## 基因組
水鼬冠狀病毒（MCoV）的基因組約長28900nt，除冠狀病毒皆有的複製酶和刺突蛋白（S）、膜蛋白（M）、外膜蛋白（E）與衣殼蛋白（N）等四種結構蛋白外，此病毒在刺突蛋白與外膜蛋白的基因有一開放閱讀框，編碼一輔助蛋白3c，另外在基因組的最3端（衣殼蛋白基因的下游）還有三個開放閱讀框，編碼7a、3x與7b等三個輔助蛋白。
序列分析顯示甲型冠狀病毒屬中，水鼬冠狀病毒與雪貂冠狀病毒的關係較為接近，兩者可能組成同一物種，即甲型冠狀病毒二型（Alphacoronavirus 2）。